# Рюстенбург
Рю́стенбург (африк. Rustenburg — «место отдыха») — город в районе Боджанала Платинум Северо-Западной провинции ЮАР у подножья горного хребта Магалисберг. Основан в 1851 году.
Рядом с Рюстенбургом расположены два завода по обогащению платины компании Precious Metal Refiners, обрабатывающих около 70 % мировой платины.
В северном пригороде Рюстенбурга Пхокенге расположен стадион «Роял Бафокенг», на котором проходили матчи Чемпионата мира по футболу

## Известные уроженцы, жители
В школе-интернате ирландских монахинь в Рустенбурге училась первая чернокожая южноафриканская женщина-драматург Дике